# Cambodjaanse bospatrijs
De Cambodjaanse bospatrijs (Arborophila cambodiana) is een vogel uit de familie fazantachtigen (Phasianidae). De wetenschappelijke naam van de soort is voor het eerst geldig gepubliceerd in 1928 door Delacour & Jabouille.

## Herkenning
De vogel is 28 tot 29 cm lang. Het is een patrijs met een rijk geschakeerd verenkleed, met oranje op de kop, nek en borst en zwart-wit geschubde flanken.

## Voorkomen
De soort komt voor in Cambodja en Thailand en telt drie ondersoorten:
- A. c. cambodiana: zuidoostelijk Cambodja.
- A. c. chandamonyi: zuidwestelijk Cambodja.
- A. c. diversa (Siamese bospatrijs): oostelijk Thailand tot de grens met Cambodja.

De leefgebieden liggen in vochtig, montaan tropisch bos op hoogten tussen de 400 en 1500 meter boven zeeniveau.

## Beschermingsstatus
Op de Rode Lijst van de IUCN heeft de soort de status niet bedreigd.